# Bogidiella ischnusae
Bogidiella ischnusae is een vlokreeftensoort uit de familie van de Bogidiellidae. De wetenschappelijke naam van de soort is voor het eerst geldig gepubliceerd in 1975 door Ruffo & Vigna Taglianti.